# Rennes Volley 35 2013-2014
Questa voce raccoglie le informazioni riguardanti il Rennes Volley 35 nelle competizioni ufficiali della stagione 2013-2014.

## Organigramma societario
Area direttiva
- Presidente: Thibault Mativet

Area organizzativa
- General manager: Didier Convenant

Area tecnica
- Allenatore: Boris Grebennikov (fino al 6 febbraio 2014), Olivier Bouvet (dal 6 febbraio 2014)

## Rosa
| N° | Nome                  | Ruolo | Data di nascita   | Nazionalità sportiva |
| -- | --------------------- | ----- | ----------------- | -------------------- |
| 1  | Raimo Pajusalu        | C     | 1º febbraio 1981  | Estonia              |
| 2  | Yannick Bazin         | P     | 18 giugno 1983    | Francia              |
| 3  | Tapuragni Sommers     | C     | 2 maggio 1994     | Francia              |
| 4  | Jordi Gens            | P     | 21 luglio 1978    | Spagna               |
| 5  | Sébastien Frangolacci | S     | 31 marzo 1976     | Francia              |
| 6  | Alexis Fillon         | S     | 6 gennaio 1992    | Francia              |
| 7  | Arvydas Mišeikis      | S/O   | 17 settembre 1987 | Lituania             |
| 8  | David Guelle          | P     | 9 gennaio 1991    | Francia              |
| 9  | Olivier Ragondet      | S     | 19 maggio 1991    | Francia              |
| 10 | Viktors Koržeņevičs   | C     | 9 giugno 1986     | Lettonia             |
| 11 | Metodi Ananiev        | S/O   | 17 febbraio 1986  | Bulgaria             |
| 12 | Rodney Ken-Ah-Kong    | C     | 10 luglio 1987    | Seychelles           |
| 13 | Robert Tarr           | S     | 9 gennaio 1984    | Stati Uniti          |
| 14 | Guillermo García      | S     | 21 settembre 1983 | Argentina            |
| 14 | Vojin Ćaćić           | S     | 31 marzo 1990     | Montenegro           |
| 15 | Paul Hinckel          | P     | 17 settembre 1994 | Francia              |
| 16 | Alexis González       | L     | 21 luglio 1981    | Argentina            |
| 17 | Francesco De Marchi   | S     | 17 giugno 1986    | Italia               |
| 18 | Léo Rivaud            | S/O   | 20 settembre 1994 | Francia              |
| 19 | Valentin Marc         | P     | 21 marzo 1995     | Francia              |
| 20 | Marko Samardžić       | L     | 22 febbraio 1983  | Serbia               |